# Teudas
Teudas (morto em 46 d.C.) foi um rebelde Judeu do século I d.C. citado em Atos 5:36.

## Biografia
Seu nome, se for composto em grego, pode significar "presente de Deus", apesar de outros estudiosos acreditarem que sua etimologia seja semítica e poderia significar "flui com a água".
Teudas, provavelmente, atuou como um pregador messiânico (muito recorrente na Judeia do século I) que se propunha a liderar massas judaicas, para fins de renovação religiosa e social. Proclamando-se um profeta mandado por Deus para socorrer o povo judeu que sofria sob o "status quo" vigente (inclusive a dominação romana), recorreu à tradição do herói nacional, Moisés, assegurando ser capaz de "abrir as águas" do rio Jordão.
O historiador judeu, filo-romano, Flávio Josefo, avesso a qualquer rebeldia social de base popular, assim se refere ao episódio:
| “ | Passando um tempo, enquanto Cuspius Fadus era procurador da Judeia, um certo charlatão, cujo nome era Teudas, persuadiu muitas pessoas do povo simples a tomar seus haveres e acompanhá-lo até o rio Jordão. Dizia que era profeta, e que à sua ordem o rio se separaria abrindo fácil passagem para eles. Com essas palavras iludiu a muitos. Mas Fado não permitiu que eles consumassem essa loucura. Enviou uma unidade de cavalaria contra eles, que matou muitos num ataque de surpresa e também capturou muitos vivos. Tendo capturado Teudas, cortaram-lhe a cabeça e a levaram a Jerusalém | ” |
|   | — Flávio Josefo, Antiguidades Judaicas.. |   |